# Saint Thomas (Jamaica)
Saint Thomas é uma paróquia da Jamaica localizada no condado de Surrey, sua capital é a cidade de Morant Bay.	